# 1481年
| 千纪： | 2千纪 |
| 世纪： | 14世纪 \| 15世纪 \| 16世纪                                                                                 |
| 年代： | 1450年代 \| 1460年代 \| 1470年代 \| 1480年代 \| 1490年代 \| 1500年代 \| 1510年代                           |
| 年份： | 1476年 \| 1477年 \| 1478年 \| 1479年 \| 1480年 \| 1481年 \| 1482年 \| 1483年 \| 1484年 \| 1485年 \| 1486年 |
| 纪年： | 辛丑年（牛年）；明成化十七年；越南洪德十二年；日本文明十三年                                               |

## 大事记
- 5月3日——穆罕默德二世在計畫進攻羅德島的過程中死去，其子巴耶濟德二世於5月22日繼任新一代奥斯曼帝国苏丹。
- 8月31日——若昂二世被加冕成為阿維什王朝的葡萄牙國王。
- 12月12日——葡萄牙冒險家第奧古·德阿贊布雅接受葡萄牙國王若昂二世之命，前往幾內亞灣進行殖民要塞的建設任務，日後發現剛果河的航海家迪奧戈·康和發現好望角的著名航海家迪亞士當時均在這艘艦隊中擔任船長。

## 出生
- 1月15日——足利義澄，日本室町幕府第11代征夷大將軍（1511年逝世）
- 6月29日——朱祐枟，明朝雍靖王，明宪宗朱见深第八子。
- 7月2日——克里斯蒂安二世，丹麥、挪威和瑞典國王。（1559年逝世）
- 12月2日——朱祐榰，明朝寿定王，明宪宗朱见深第九子。
- 12月18日——梅克倫堡的索菲，約翰·腓特烈一世之母（1503年逝世）

## 逝世
- 5月3日——穆罕默德二世，奥斯曼帝国苏丹，也被称为「征服者穆罕默德」，任內攻陷君士坦丁堡攻滅羅馬帝国。及后更西侵巴爾幹半島腹地、東抗白羊王朝，為日後鄂圖曼帝國百年霸業奠下穩固的基石。
- 8月28日——阿方索五世，阿維什王朝的葡萄牙國王。
- 12月12日——一休宗纯，日本僧人（生於1394年）